# Paolo Guerrero
José Paolo Guerrero Gonzales (født 1. januar 1984 i Lima, Peru) er en peruviansk professionel fodboldspiller, som spiller for Primera División del Perú-klubben Universidad César Vallejo og Perus landshold.
Med Bayern München var Guerrero med til at vinde The Double, Bundesligaen og DFB-Pokalen, to år i træk, i 2005 og 2006.
Han scorede i 2012 det afgørende mål i VM klubhold mod Chelsea hvor Corinthians slog Chelsea med 1-0.

## Landshold
Guerrero står (pr. april 2018) noteret for 86 kampe og 32 scoringer for Perus landshold, som han debuterede for den 9. oktober 2004 i et opgør mod Bolivia. Han repræsenterede blandt andet sit land ved Copa América i 2007 og VM 2018.